# بازی ویدئویی تطبیق کاشی

بازی تتریس که از اولین بازی‌های تطبیق کاشی محسوب می‌شود. کاشی‌ها از بالا می‌افتند و بازیکن باید کاشی‌ها را به صورت افقی پر کند.

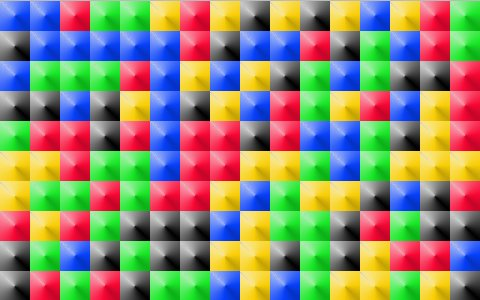
بازی SameGame در سال ۱۹۸۵ منتشر شد و از آن زمان به سیستم عامل‌های زیادی پورت شده‌است.

بازی ویدئویی تطبیق کاشی (به انگلیسی: Tile-matching video game) یک سبک بازی ویدئویی معمایی است که در آن بازیکن باید کاشی‌ها را طوری بچیند که آنها ناپدید شوند. در بسیاری از بازی‌های تطبیق کاشی، معیار این است که بازیکن کاشی‌های همرنگ (هم نوع) را کنار هم قرار دهد. به علت آنکه معمولاً سه کاشی نیاز است تا ناپدید شوند به این نوع بازی‌ها تطبیق سه بازی (به انگلیسی: match-three games) هم گفته می شو.
چالش اصلی بازی‌های تطبیق کاشی، شناسایی الگوهای بازی است. منشأ این ژانر بازی در بازی‌های اواخر دهه ۱۹۸۰ مانند تتریس، Chain Shot! و Puzznic به وجود آمد. بازی‌های تطبیق کاشی در دهه ۲۰۰۰ در قالب بازی‌های نامرتب یا اینترنتی، به ویژه سری بازی‌های Bejeweled، رایج شد. از آن زمان محبوبیت این بازی‌ها هنوز حفظ شده به طوری که عنوان کندی کراش ساگا در سال ۲۰۱۳ به عنوان پربازدیدترین بازی در فیس‌بوک تبدیل شد.
بازی‌های تطبیق کاشی طیف وسیعی از عناصر طراحی، مکانیک و گیم پلی را پوشش می‌دهد. ممکن است عناصر بازی اکشن مانند محدودیت زمان، تیراندازی یا … را در خود داشته باشند.